# Puerto de Tazacorte
Puerto de Tazacorte es una localidad del oeste de la isla de La Palma perteneciente al municipio de Tazacorte. El barrio se desarrolla alrededor del puerto homónimo.

## Historia
En esta zona del municipio desembarcó el conquistador Alonso Fernández de Lugo, estableciendo su primer campamento en el llano de Tazacorte, donde se asienta actualmente la cabecera municipal. El puerto no fue más que un refugio de pescadores hasta mediados del siglo XX.
Como el resto del municipio estuvo integrado en Los Llanos de Aridane hasta el año 1925. En la actualidad su economía se desarrolla alrededor del turismo.

## Demografía
| 2000 | 2001 | 2002 | 2003 | 2004 | 2005 | 2006 | 2007 | 2008 |
| ---- | ---- | ---- | ---- | ---- | ---- | ---- | ---- | ---- |
| 1635 | 1582 | 1549 | 1529 | 1514 | 1478 | 1459 | 1517 | 1486 |

## Fiestas
En esta localidad se celebra la fiesta en honor de la Virgen del Carmen, siendo el 16 de julio.

## El puerto
Se inauguró en el año 2000 con una línea de atraque de 167 metros y es gestionado por el Gobierno de Canarias.
Actualmente es exclusivamente un puerto pesquero para barcos de poco calado, pues los intentos de abrirlo al tráfico comercial de pasajeros y mercancías, como la producción de plátanos del Valle de Aridane, así como de cruceros han fracasado principalmente por las dificultades operativas que presenta el puerto debido a la acumulación de fangos de las avenidas del barranco de las Angustias.

## Playa

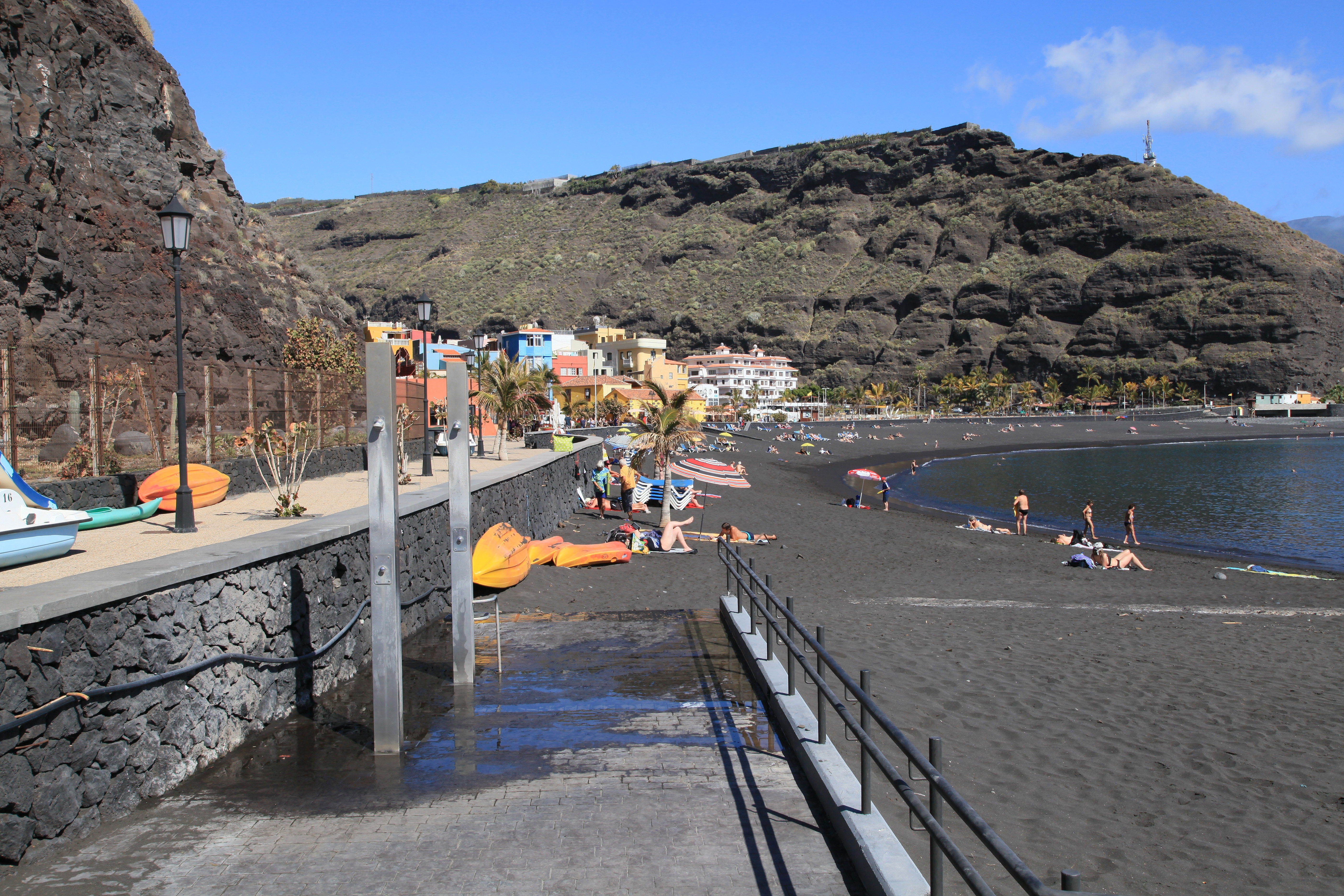
Avenida del Emigrante junto a la playa

Junto al puerto existe una playa también conocida como Tarahales. Es una playa de grava y arena oscura de unos 200 metros de largo. Cuenta con aparcamiento y accesos para discapacitados.